# Notweg (Amsterdam)

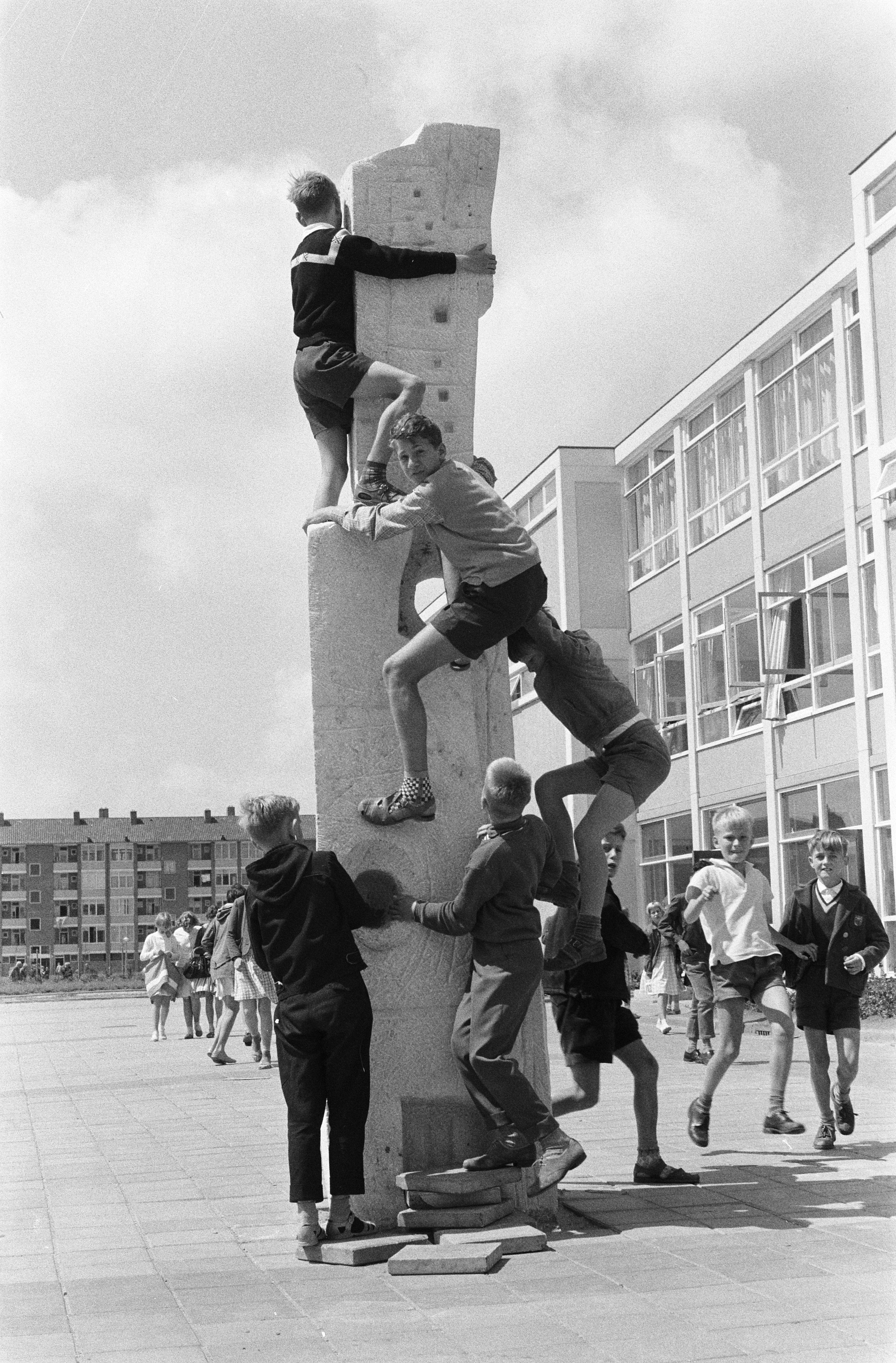
Buutpaal op het schoolplein in 1960 (later verwijderd)

De Notweg is een straat in de Amsterdamse wijk Osdorp. De straat loopt van noord naar zuid en begint bij de Ookmeerweg. Vervolgens kruist de straat de Osdorper Ban en vindt in het zuiden een roemloos einde bij het Blomwijckerpad en het Groenpad. In het verlengde van de Notweg ligt een voetgangersbrug vanaf het Groenpad over de Osdorpergracht naar het Osdorpplein.
De naam van de straat werd op 16 juli 1958 door een raadsbesluit bepaald. De straat is vernoemd naar de oude  "Notwech" die voorkwam in de vroegere gemeente Sloten en liep van de Haarlemmerweg nabij  Sloterdijk naar het zuiden en ongeveer op de plaats waar nu de Wiltzanghlaan ligt naar het westen liep tot de Sloterdijkermeerweg nabij het veenriviertje de Slooter. Ten behoeve van de bouw van de wijk Bos en Lommer verdween de weg maar ook het gebied en het riviertje onder het zand. De naam "Notwech" verwijst naar een notweg; een pad die over andermans grond liep en die men mocht gebruiken om de eigen grond te kunnen bereiken, bijvoorbeeld voor het binnenhalen van de oogst of het vee.
Aan de Notweg liggen vooral woningen, gebouwd in 1959.  Verder is er op de hoek met Veldzicht (tot 1975 Heijningspad geheten) een voormalig schoolgebouw (oorspronkelijk vanaf 1959 Heimansschool t/m 1984, later Lucasschool).  Ook is er een voormalige garage (eerst Fina later Riva), sinds 2009 een "broedplaats" voor creatieve bedrijfjes.  Op de Ookmeerweg bevindt zich op de hoek met de Notweg een Turkse moskee.  Aan de oostzijde van de straat liggen vijf grote flatgebouwen.
In het najaar van 2012 kwam de straat in het landelijke nieuws door de aanwezigheid van een tentenkamp vanaf 25 september op het (voormalige) schoolplein van uitgeprocedeerde asielzoekers. Op 30 november 2012 kwam er op last van burgemeester Eberhard van der Laan een einde aan en werden de vluchtelingen gearresteerd. Na hun vrijlating trokken deze mensen in de Sint-Josephkerk en werden zij de Vluchtkerkgroep genoemd.